# Gennadi Leonidowitsch Wassiljew
Gennadi Leonidowitsch Wassiljew (russisch Геннадий Леонидович Васильев; * 31. August 1940 in Michailowka, Sowjetunion; † 21. Oktober 1999 in Moskau) war ein sowjetischer bzw. russischer Film-Regisseur und Drehbuchautor.

## Leben und Leistungen
Wassiljew trat bereits 1960 als Koautor des Drehbuchs zu Пиковая дама (Pikowaja dama) nach Puschkins Pique Dame erstmals in Erscheinung. 1968 schloss er seine Ausbildung am Staatlichen Institut für darstellende Kunst ab und besuchte bis 1973 weitere Kurse für Regisseure und Drehbuchautoren. Parallel dazu war Wassiljew Direktor des Komsomol-Theaters in Rostow am Don. 1973 wurde er vom Gorkistudio engagiert und drehte noch im selben Jahr Ты приходи к нам, приходи (Ty prichodi k nam, prichodi), einen Teil der Filmreihe Однажды летом (Odnaschdy letom). Zwei Jahre später folgte Finist – Heller Falke. Das Genre des Märchen- bzw. Fantasyfilms sollte von ihm daraufhin bevorzugt bedient werden.
1978 entstand mit Новые приключения капитана Врунгеля (Nowye prikljutschenija kapitana Wrungelja) ein Kinderfilm mit komödiantischen Elementen, vier Jahre später arbeitete er mit Василий Буслаев (Wassili Buslajew) Elemente des Historienfilms in sein Schaffen ein. Diesem Themenfeld widmete sich Wassiljew vertieft in Die ursprüngliche Rus (1986) und Zar Iwan der Schreckliche (1991) nach Alexei Tolstois Drama. Zusammen mit Shashi Kapoor drehte er außerdem die indisch-sowjetische Koproduktion Ajooba bzw. Чёрный принц Аджуба (Tschjorny prinz Adschuba, 1989).
Wassiljew starb 1999 im Alter von 59 Jahren an einer Hirnblutung.

## Privatleben
Er war mit Tatjana Turtschan, einer Mitarbeiterin des Gorkistudios, verheiratet. Seine Stieftochter Xenia Turtschan (* 1967) war in fünf seiner Filme in kleinen Rollen zu sehen. Aus der Ehe ging außerdem ein Sohn namens Jegor hervor, der beim Fernsehzentrum Ostankino als Nachrichtendirektor beschäftigt ist.
Wassiljew gehörte ab 1964 der KPdSU an.

## Filmografie (Auswahl)
- 1975: Finist – Heller Falke (Finist – jasny sokol)
- 1977: Der diebische König (Poka bjut tschasy) (auch Drehbuch)
- 1983: Kühne Recken von Nowgorod (Wassili Buslajew) (auch Drehbuch)
- 1986: Die ursprüngliche Rus (Rus isnatschalnaja) (auch Drehbuch)
- 1989: Ajooba (Tschjorny prinz Adschuba) (Co-Regie)
- 1991: Zar Iwan der Schreckliche (Zar Iwan Grosny) (auch Drehbuch)
- 1997: Das Zauberbildnis (Wolschebny portret) (auch Drehbuch und Sprecher)